# Gymnázium Jiřího Gutha-Jarkovského
Gymnázium Jiřího Gutha-Jarkovského je osmileté gymnázium, která se nachází v Truhlářské ulici na Praze 1. Jeho kapacita je 480 žáků v 16 třídách. Zřizovatelem je hlavní město Praha.

## Vedení školy
Ředitelkou je PhDr. Jitka Kendíková, zástupci jsou Mgr. Jana Hujerová a Mgr. Josef Vlach.

## Významní profesoři
- Josef Pekař, působil na gymnáziu v letech 1895–1896[2]
- Jiří Stanislav Guth-Jarkovský, působil v letech 1896–1918
- Jan Mukařovský, působil v letech 1925–1934[3]

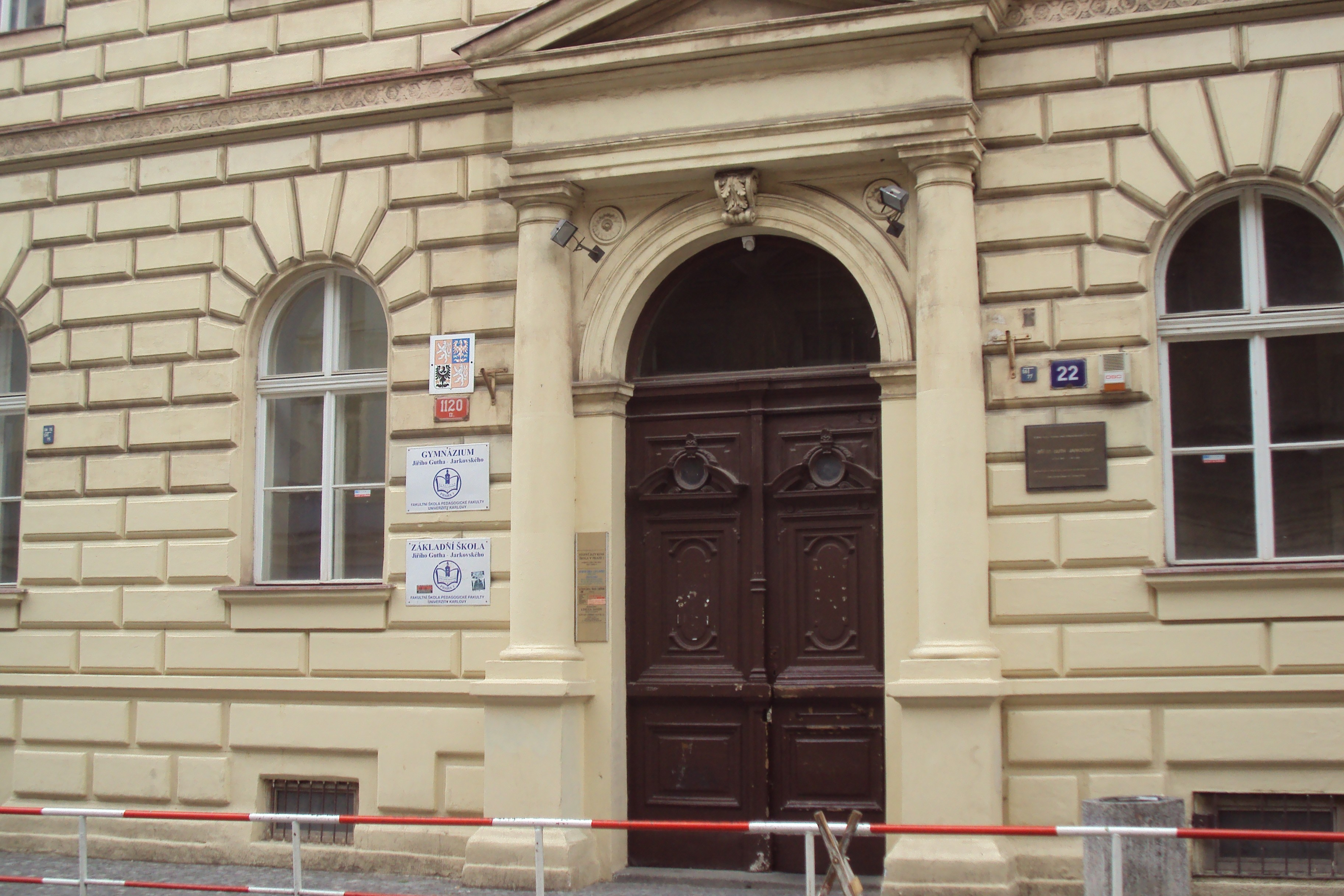
Gymnázium je v budově společně se stejnojmennou základní školou

## Historie gymnázia
Založeno v roce 1874 jako Druhé c. k. Vyšší gymnasium české v Praze. Ve vlastní budově Truhlářská 22 fungovalo od roku 1886. V roce 1910 bylo přeměněno na osmileté reálné gymnázium, po vzniku Československa bylo přejmenováno na Druhé státní československé reálné gymnázium v Praze II, tím zůstalo až do svého zrušení v roce 1949. Výuka zde byla obnovena v roce 1994 a od roku 1999 nese jméno po Jiřím Guthovi-Jarkovském.